# Антоније, Јован и Евстатије
Свети мученици Антоније, Јован и Евстатије су хришћански светитељи. Сва тројица су најпре били незнабошци и поклоници огња. Били су слуге на двору кнеза Литовског Олгарда у Вилњусу. Првобитна имена су им била: Круглец, Кумец и Нежило. Сва тројица су крштени од стране свештеника Нестора. Такође сва тројица су обешени, један за другим, на једном истом дубу, 1347. године. Тај дуб су хришћани посекли и саградили цркву у славу Свете Тројице, у коју су положили мошти мученика, а на пању од дуба су направили часну трпезу. Њихове мошти су у руској православној цркви Светог духа у Вилњусу.
Српска православна црква слави их 14. априла по црквеном, а 27. априла по грегоријанском календару.